# Botelloides
Botelloides is een geslacht van weekdieren uit de klasse van de Gastropoda (slakken).

## Soorten
- Botelloides bassianus (Hedley, 1911)
- Botelloides chrysalidus (Chapman & Gabriel, 1914)
- Botelloides glomerosus (Hedley, 1907)
- Botelloides ludbrookae Ponder, 1985
- Botelloides sulcatus (Cotton, 1944)